# Schwäbischer Integrationspreis
Der Schwäbische Integrationspreis wird seit 2008 jährlich verliehen. Er wurde am 10. Juni 2008 vom bayerischen Ministerrat ins Leben gerufen. Mit der Auszeichnung werden Menschen geehrt, die in besonderem Maße zur Integration zwischen verschiedenen Bevölkerungsgruppen in Deutschland beigetragen haben. Ziel ist es, gutes Miteinander auf örtlicher Ebene zu stärken. Das Preisgelder werden vom Bayerischen Staatsministerium für Arbeit und Sozialordnung, Familie und Frauen zur Verfügung gestellt.

## Preisträger
- 2008 (Preisgeld je 1.000 Euro)[1]
  - Deutscher Kinderschutzbund Augsburg, Projekt Hand in Hand
  - Verein Begegnung in Neu-Ulm e.V.
  - Ikarus-Thingers e.V. Kempten (Allgäu)
  - Schullandheim Bliensbach e.V., Projekt Seniorenakademie Bliensbach Jugend + Zukunft
  - Evang.-Luth. Seelsorgezentrum Kaufbeuren, Projekt Brücke zwischen den Kulturen
- 2009 (Preisgeld je 1.250 Euro)
  - Jakob-Brucker-Gymnasium Kaufbeuren, Projekt Zwischen WELTEN[2]
  - Forum Muslime im Landkreis Günzburg[3]
  - Jugendzentrum Aichach
  - Interkulturelle Hausaufgabenbetreuung bei der Familienhilfe Langweid
- 2010 (Preisgeld 2-mal 2.000 Euro, 1-mal 1.000 Euro)
  - Evang.-Luth. Gemeindeverein Höchstädt an der Donau[4]
  - Türkisch-Islamischer Kulturverein Immenstadt im Allgäu
  - Rosalia Kubedinow, Kempten (Allgäu)[5]
- 2011 (Preisgeld je 1.000 Euro)[6]
  - „Auf Augenhöhe – interkulturelle Begegnung in Stadtbergen“
  - „Lerntraining für Kinder mit Lernpaten in Neu-Ulm“
  - „Ökumenisches Frauenfrühstück“ im Landkreis Dillingen
  - „Frühe Sprachförderung der Zweitsprache Deutsch“ im Landkreis Augsburg
  - „Ehrenamtliche Integrationsarbeit in Nördlingen“
- 2012 (Preisgeld 1-mal 2.000 Euro, 3-mal 1.000 Euro)[7]
  - „Haus International“ und sein Trägerverein in Kempten (Hauptpreisträger)
  - „Integrationstreff in Oettingen“
  - „BiZ HEPIMIZ Türkisch-Deutsches Magazin für die Region“ aus Augsburg
  - „Internationaler Literaturclub“ in Günzburg
- 2013 (Preisgeld je 1.250 Euro)[8]
  - „Hausaufgabenbetreuung für Kinder aus Migrantenfamilien“ in Nördlingen
  - „Deutsch-türkischer Freundschaftsverein Bobingen e.V“
  - „Mauern-Duvarlar – Ein deutsch-türkisches Sommermärchen“ des Neuen Theaters Burgau
  - „Lernpaten“- Projekt aus der Stadt Neu-Ulm
- 2014 (Preisgeld je 1.000 Euro)[9]
  - „Kinderzirkus MiMa“ in Leipheim
  - „Stadtverband Augsburg der Kleingärtner e.V.“
  - „Begegnungswerkstatt Kaufbeuren“ (Träger: Stadtjugendring)
  - „Arbeit von Ehrenamtlichen in der Gemeinschaftsunterkunft für Asylbewerber in Kempten“
  - „Asylkreis Affing-Anwalting“